# Coridorul Marea Nordului-Marea Mediterană
Coridorul Marea Nordului-Marea Mediterană este a opta din cele nouă axe prioritare ale rețelei transeuropene de transport (TEN-T). Se întinde din Irlanda prin Țările de Jos, Belgia și Luxemburg, până la Marea Mediterană, în sudul Franței.

## Istorie
Conform Uniunii Europene:
Acest coridor multimodal, care cuprinde căi navigabile interioare din Benelux și Franța, urmărește nu numai să ofere servicii multimodale mai bune între porturile de la Marea Nordului, bazinele fluviale Meuse, Rin, Escaut, Sena, Saône și Ron și porturile Fos-sur-Mer și Marsilia, ci și o mai bună interconectare a insulelor britanice cu Europa continentală. 